# Бельвер, Хосе (музыкант)
Хосе Бельвер Абельс (исп. José Bellver Abells, кат. Josep Bellver i Abells, вал. Chusép Bellver; 1869, Валенсия — 10 января 1945, Валенсия) — испанский пианист, композитор и музыкальный педагог.
Учился в Валенсийской консерватории у Хосе Вальса (фортепиано) и Сальвадора Хинера (композиция). В 1903—1940 гг. преподавал фортепиано там же, среди его учеников Хосе Итурби и Леопольдо Кероль. В 1924—1931 гг. директор консерватории.
На протяжении нескольких десятилетий выступал в своём родном городе как солист. В 1905 году в серии концертов вместе со своим учителем Вальсом представил валенсийской публике произведения Эдварда Грига и Камиля Сен-Санса. В 1929 году в ходе гастролей в Валенсии Мадридского симфонического оркестра исполнил с ним Второй концерт Сергея Рахманинова — местная критика оценила исполнение как «полное чувства, цвета и экспрессии». В 1940 году, по случаю завершения педагогической карьеры, выступил с концертом, в ходе которого исполнил произведения из учебной программы консерватории — те самые, которые до этого преподавал.
Автор сарсуэл «Жирный вторник» (исп. El martes de Carnaval; 1900), «Перемена государства» (кат. Cambiar d'estat; 1901), «Девушка из Алжира» (исп. La Argelina; 1901), «Счастливчик» (исп. El Fortuna; 1902), «Папаша Хусто» (исп. El padre Justo; 1904), «Кошачья серенада» (вал. La Senserrá; 1909, по рассказу Висенте Бласко Ибаньеса), «Сомнамбула» (вал. La sonánbula; 1909) и др.